# Christopher Daniels
Daniel Christopher Covell (Kalamazoo, Michigan, 24 de março de 1970) é um lutador de wrestling profissional norte-americano, que é mais conhecido pela sua passagem pela Total Nonstop Action Wrestling com o ring name de Christopher Daniels. Ele é o atual Campeão Mundial do Ring of Honor.

## Carreira no Wrestling
- Circuito Independente (1993–2002)
- World Wrestling Federation (2000)
- World Championship Wrestling (2001)
- Ring of Honor (2002 - 2007)
  - The Prophecy (2002–2004)
  - Retorno a Ring of Honor (2005–2007)
- Total Nonstop Action Wrestling (2002-2010; 2011-2014)
  - X Division e Tag Team Division (2002–2007)
  - Curry Man e Suicide (2008–2009)
  - Retorno de Christopher Daniels (2009–2010)
- Segundo Retorno a Ring of Honor (2010-2011)
- Chikara (2010)
- Asistencia Asesoría y Administración (2010)
- Total Nonstop Action Wrestling (2011-2014)
  - Retorno como Suicide (2011)
  - Daniels e Heel Turn (2011-2014)
  - Retorno ao circuito independente (2013–presente)
  - Terceiro retorno a Ring of Honor (2014–presente)

## Títulos e prêmios
- All Pro Wrestling
  - APW Worldwide Internet Championship (1 vez)[2]
  - APW King of the Indies (2000)
- Ballpark Brawl
  - Natural Heavyweight Championship (1 vez)[3]
- East Coast Wrestling Association
  - ECWA Heavyweight Championship (2 vezes)[4][5]
  - ECWA Hall of Fame (Class of 2001)[6]
  - ECWA Super 8 Tournament (2000[7]
  - ECWA Super 8 Tournament  (2004)
- Empire Wrestling Federation
  - EWF Heavyweight Championship (1 vez)[8][9]
- Frontier Wrestling Alliance
  - FWA British Heavyweight Championship (1 vez)[10]
- Michinoku Pro Wrestling
  - British Commonwealth Junior Heavyweight Championship (1 vez)[11]
  - MPW Futaritabi Tag Team League (2002)
- Midwest Championship Wrestling
  - MCW Tag Team Championship (1 vez) - com Reign
- New Japan Pro Wrestling
  - IWGP Junior Heavyweight Tag Team Championship (1 vez)[12] –; com American Dragon
- NWA Florida
  - NWA Florida Heavyweight Championship (1 vez)[13]
- NWA Midwest
  - NWA Midwest Tag Team Championship (1 vez)[14] –; com Kevin Quinn
- New Age Wrestling Federation
  - CT Cup Co-Holder (1 vez) –; com John Brooks
- Premier Wrestling Federation
  - PWF United States Championship (1 vez)[15]
- Pro-Pain Pro Wrestling
  - 3PW Heavyweight Championship (1 vez)[16]
- Pro Wrestling Illustrated
  - PWI Tag Team of the Year (2006)[17] - com A.J. Styles
  - PWI ranked him # 15 of the 500 best singles wrestlers of the year in the PWI 500 em 2006[18]
- Pro Wrestling ZERO1-MAX
  - ZERO1-MAX United States Openweight Championship (1 vez)[19]
- Ring of Honor
  - ROH World Championship (1 vez)
  - ROH World Tag Team Championship (3 vezes) –; com Donovan Morgan (1) e Matt Sydal (1) e Frankie Kazarian (1)
  - ROH World Television Championship (1 vez)[20]
- Total Nonstop Action Wrestling
  - NWA World Tag Team Championship (6 vezes) –; com Low Ki e Elix Skipper e Triple X (3), James Storm (1), e A.J. Styles (2)
  - TNA X Division Championship (4 vezes)
  - TNA World X Cup (2004) –; com Jerry Lynn, Chris Sabin e Elix Skipper
  - TNA World Tag Team Championship (2 vezes) -; com Kazarian
- Ultimate Pro Wrestling
  - UPW Heavyweight Championship (2 vezes)[21]
- Windy City Pro Wrestling
  - WCPW League Championship (1 vez)
  - WCPW Lightweight Championship (1 vez)
  - WCPW Middleweight Championship (1 vez)
  - WCPW Tag Team Championship (2 vezes) –; com Kevin Quinn (1) e Mike Anthony (1)
- World Power Wrestling
  - WPW Heavyweight Championship (1 vez)
- World Wrestling Council
  - WWC World Tag Team Championship (1 vez)[22] –; com Kevin Quinn
- Wrestling Observer Newsletter awards
  - 5 Star Match (2005) vs. A.J. Styles e Samoa Joe at Unbreakable